# Malesherbia splendens
Malesherbia splendens là một loài thực vật có hoa trong họ Lạc tiên. Loài này được Ricardi mô tả khoa học đầu tiên năm 1965.